# Лудвигсфорщат-Изарфорщат
Лудвигсфорщат и Изарфорщат са квартали на град Мюнхен, Германия. Заедно образуват градския район Лудвигсфорщат-Изарфорщат (на немски: Ludwigsvorstadt-Isarvorstadt).

## Описание
Структурата и функциите на района са по различен начин повлияни от историята. Частта Bahnhofsviertel (Банхоффиртел), намираща се около централната гара, е разрушена заради въздушните бомбардировки през Втората световна война. След войната е построена наново заедно с жилищни и други постройки. В околността са издигнати много хотели. С модернизирането на града са обновени старите жилищни постройки. Населението е 54 915 души (по приблизителна оценка за декември 2016 г.).
В Лудвигсфорщат-Изарфорщат се намира Терезиенвийзе, където ежегодно се провежда Октоберфест.

## Статистика
(Данни от 31 декември съответната година, жители с главно местожителство)
| Година | Жители | от тях чужденци | Площ   | Жители на кв. км. | Данни от различни години                                              |
| ------ | ------ | --------------- | ------ | ----------------- | --------------------------------------------------------------------- |
| 2000   | 44.451 | 14.301 (32,2%)  | 438,75 | 101               | www.muenchen.info Архив на оригинала от 2006-02-21 в Wayback Machine. |
| 2001   | 44.484 | 14.025 (31,5%)  | 438,75 | 101               | www.muenchen.info Архив на оригинала от 2006-12-10 в Wayback Machine. |
| 2002   | 44.059 | 13.684 (31,1%)  | 438,75 | 100               | www.muenchen.info Архив на оригинала от 2006-12-10 в Wayback Machine. |
| 2003   | 43.637 | 13.293 (30,5%)  | 438,76 | 99                | www.muenchen.info Архив на оригинала от 2006-12-10 в Wayback Machine. |
| 2004   | 43.469 | 12.793 (29,4%)  | 438,72 | 99                | www.muenchen.info Архив на оригинала от 2006-11-11 в Wayback Machine. |
| 2005   | 43.954 | 12.953 (29,5%)  | 439,09 | 100               | www.muenchen.info Архив на оригинала от 2007-01-28 в Wayback Machine. |